# Johann Jäger

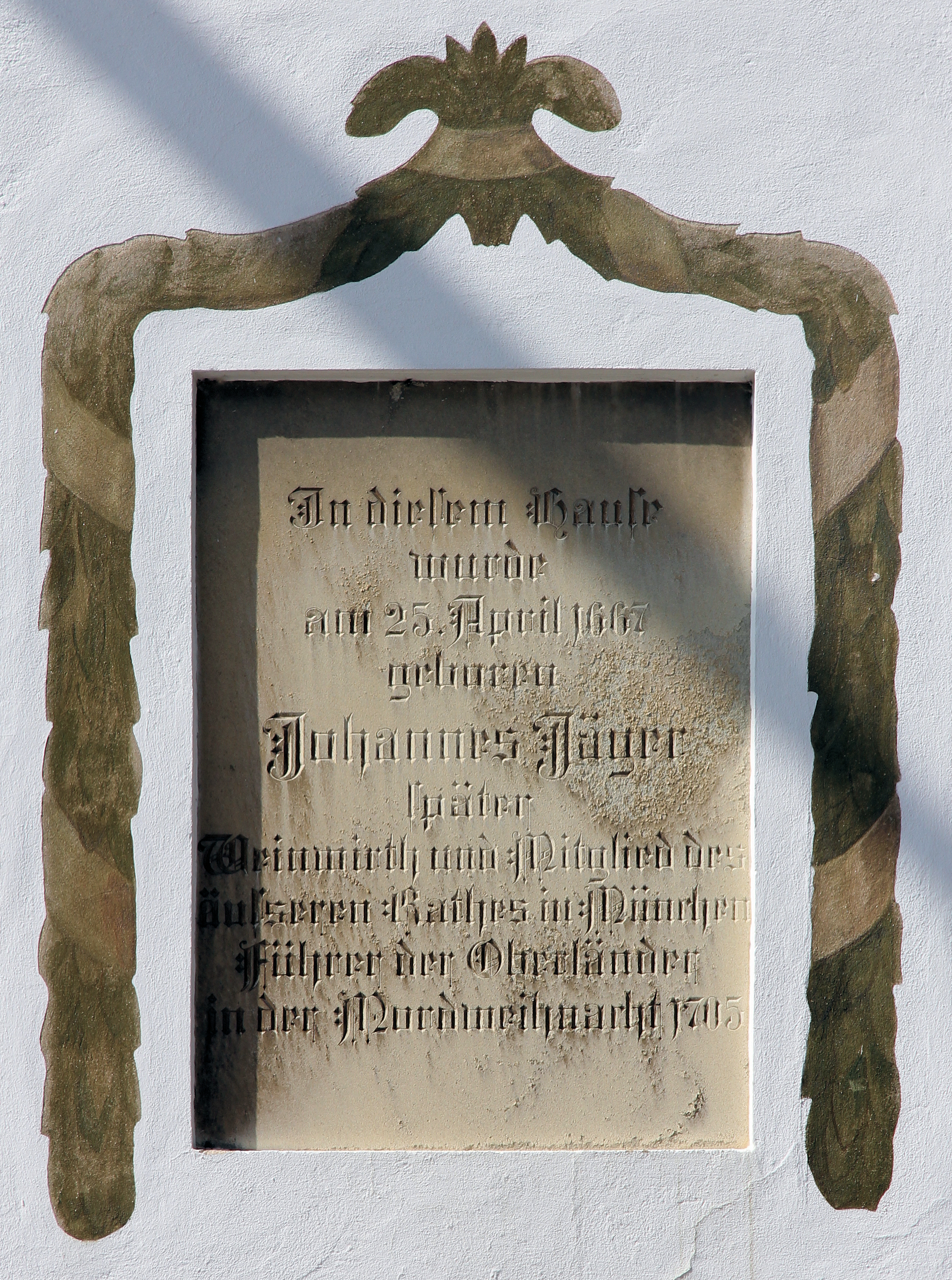
Gedenktafel am Haus Marktstraße 41, in Bad Tölz

Johann Jäger (* um 1667 in Bad Tölz; † 17. März 1706 in München) war ein deutscher Kommunalpolitiker und Anführer des bayerischen Volksaufstandes 1705.
Johann Jäger wurde etwa 1667 in Bad Tölz als Sohn eines Wirtes und Bürgermeisters geboren. Sein Geburtshaus ist das heute noch bestehende Weinhaus Höckh. Er ging als Kellner nach München, wo er 1691 das Bürgerrecht und eine Weinwirtschaft erwarb. 1700 bewarb er sich um Aufnahme in den Äußeren Rat der Stadt. Sein Antrag wurde vom Magistrat zunächst abgelehnt, drei Monate später auf Anweisung von Kurfürst Maximilian II. Emanuel jedoch bewilligt. Letzteres spricht für mögliche gute Beziehungen des Wirtes zum Hof. Als Mitglied des Äußeren Rates wurden Jäger bald verschiedene Aufgaben, Referate und Geschäfte übertragen. Er war ein ehrgeiziger Mann, neigte laut Beschreibung von Christian Probst aber etwas zur Großsprecherei.
Während des Spanischen Erbfolgekrieges schloss er sich den Aufständischen gegen die österreichische Besatzung an. Unter seiner Führung begannen Mitte Dezember 1705 Vorbereitungen zur Vertreibung der kaiserlichen Truppen aus München. Jäger wurde jedoch bereits durch die kaiserliche Administration überwacht und musste sich daher zu den Oberländern absetzen, die am Heiligen Abend ihren Marsch in Richtung München begannen. Nach dem gescheiterten Aufstand wurde er gefasst und am 17. März in München hingerichtet.
Jäger war verheiratet und hatte sechs Kinder. Er scheint nicht gut gewirtschaftet zu haben, denn er hinterließ nach seiner Hinrichtung hohe Schulden.